# Le Choucas
Pour les articles homonymes, voir Choucas.
Le Choucas est une série de bande dessinée policière de Lax publiée par Dupuis.
C'est aussi le surnom du personnage principal de la série en raison de ses couleurs vestimentaires (chemise jaune, costume noir) qui rappellent le chocard à bec jaune. La bande dessinée narre les aventures du personnage principal, détective privé.

## Personnage
- Le Choucas : ouvrier d'usine d'une quarantaine d'années, chargé de l'entretien de 16 pendules « Garnier-Brochard » modèle 12-161. Il est mis au chômage technique, le jour de l'an 2000, lorsque les pendules électroniques remplacent les horloges mécaniques. Il vit seul dans un appartement parisien. Cinéphile, il collectionne les Séries Noires et les citations d'auteurs. C'est aussi un buveur de bière, gros fumeur. Par la force des choses et pour défendre la veuve, il se reconvertit et devient détective privé.

## Albums
- Le Choucas, Dupuis, coll. « Repérages » :

1. Le Choucas rapplique, 2001[1]
2. Le Choucas s'incruste, 2001[2].
3. Le Choucas enfonce le clou, 2001.
4. Le Choucas n'en mène pas large, 2002[3].
5. Le Choucas met le feu aux poudres, 2003[4].
6. Le Choucas gagne à être connu, 2004[5].

- Le Choucas : L'Intégrale, Dupuis, coll. « Repérages », 2006  (ISBN 2-8001-3852-1)[6].
- Les Tribulations du Choucas, Dupuis, coll. « Repérages » :

1. Trekking payant, 2006[7].
2. La Brousse ou la Vie, 2008[8].